# Tsurugi, Tokushima
Tsurugi (japanska: つるぎ町?, Tsurugi-chō) är en landskommun (köping) i Tokushima prefektur i Japan. 